# 思茅蒲桃
思茅蒲桃（学名：Syzygium szemaoense）是桃金娘科蒲桃属的植物，为中国的特有植物。分布于中国大陆的云南、广西等地，生长于海拔650米至1,600米的地区，多生在中海拔的荒山或山顶疏林里，目前尚未由人工引种栽培。